# Кажан (оперета)
«Кажан» («Летюча миша»)  (нім. Die Fledermaus) — оперета Йоганна Штрауса на 3 дії. Німецьке лібрето Карла Гаффнера і Ріхарда Жене на основі фарсу німецького драматурга Юліуса-Родеріха Бенедікса «В'язниця» і водевілю французьких авторів Анрі Мельяка і Людовика Галеві «Різдвяний вечір» (фр. Le réveillon). Прем'єра відбулася 5 квітня 1874 року в театрі «Ан дер Він».

## Історія створення

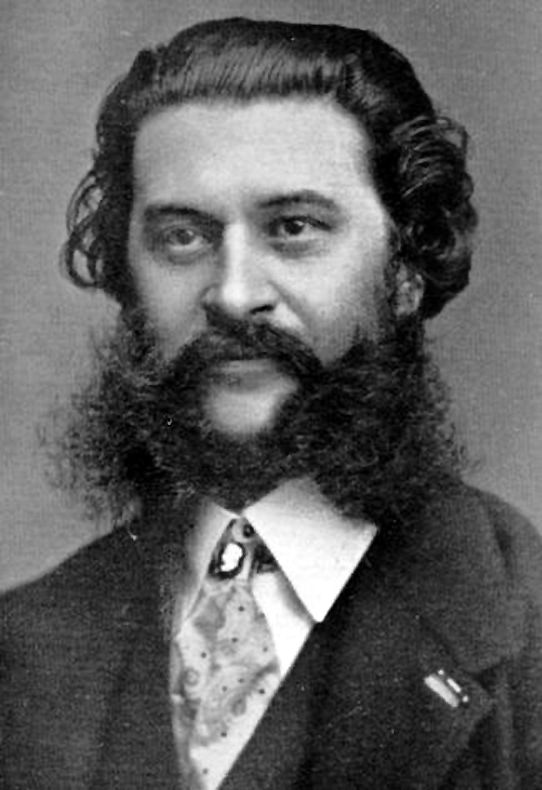
Йоганн Штраус (син)

У 1872 році віденський театр «Ан дер Він» зважував можливість постановки французького водевілю Анрі Мельяка і Людовика Галеві «Різдвяний вечір». Зрештою директор театру М. Штайнер відмовився од цієї думки, тим більше що сюжет Мельяка і Галеві являв собою переробку фарсу Ю. Р. Бенедікса «В'язниця», який йшов раніше. Чорновий текст, що не знайшов застосування, директор запропонував Йогану Штраусу як лібрето нової оперети «Кажан».
Веселий, дотепний, святковий дух лібрето сподобався Штраусу, і вся партитура була закінчена ним за 6 тижнів, вже 5 квітня 1874 року відбулася прем'єра. Спочатку оперета «Кажан» великої популярності не мала, але тим не менш не сходила з репертуару віденських театрів. Через 3 роки перероблена версія (під назвою «Циганка») здобула успіх у Парижі, потім оперету почали ставити всюди, включаючи Австралію і Індію. Остаточний тріумфальний успіх прийшов через 20 років, після появи нової редакції (Густав Малер, Гамбург).

## Синопсис
Дія I
Покоївка комерсанта Генріха Айзенштайна, гарненька Адель, мріє про артистичне життя. Безнадійно закоханий у дружину комерсанта, Альфред просить Адель допомогти йому зустрітися з Розаліндою. На знак вдячності він дає дівчині запрошення на маскарад, який влаштовує князь Орловський.
Адель і Розалінда обговорюють нову сукню господині. Входить Генріх. З обуренням він розповідає, що йому присуджено вісім діб тюрми — через лісничого, який здався Генріхові рябчиком. Директор театру Фальк співчуває своєму другові, з горя вони вирішують повеселитися на маскараді у князя Орловського.
До Розалінди, як і обіцяв, приходить Альфред. Вона не хоче його ні бачити, ні чути. Але в цей момент до кімнати заходить директор тюрми Франк, і, вважаючи Альфреда чоловіком Розалінди, заарештовує його.
Дія II
Маскарад в домі князя Орловського. Двоє друзів упадають за жінками, які їм сподобалися: Генріх — за Кажаном, Фальк — за дамою в рожевому, не розпізнавши в них Розалінди й Адель. У пориві освідчення в коханні Генріх презентує своїй обраниці годинник — подарунок дружини.
Адель із задоволенням використовує нагоду помститися директорові театру за колишню зневагу і втішається його роллю лакея.
Випадково Генріх довідується, що комерсант Айзенштайн ще звечора перебуває за ґратами. Хміль раптово вивітрюється з нього: хто ж цей невідомий «чоловік» його дружини?
Бал продовжується, та не для нашого героя.
Дія III
Тюрма. Альфред прагне довести помилковість свого арешту і вимагає, щоб до нього запросити адвоката. Приходить адвокат Блінд. З'являється і Генріх. Він вирішує використати вбрання адвоката, щоб виявити зраду дружини. Надходить Розалінда. Генріх великодушно прощає їй зраду з умовою, що відтепер вона житиме під його строгим контролем. Розалінду це не влаштовує. Допитуючись у Генріха про годинник, вона розкриває таємницю і мстить чоловікові.
До тюрми приходять інші учасники маскараду, бо у князя Орловського все вино випили. А де ж можна дістати шампанського, як не в директора тюрми? Тут з'ясовуються всі загадки маскараду.
За добре виконану «роль» баронеси Адель запрошують до театру. І життя продовжується, сповнене чудових маскарадів і легких інтриг.

## Музичні номери
УВЕРТЮРА

Перший акт
1. Дует Аделі і Альфреда (Taeubchen, das entflattert ist)
2. Арія Аделі (Hahahaha!)
3. Тріо Розалінди, Айзенштайна і адвоката (Nein, mit solchen Advokaten)
4. Дует Фалька і Айзенштайна (Komm mit mir zum Souper)
5. Тріо Розалінди, Айзенштайна і Аделі (So muss allein ich bleiben)
6. Тріо Розалінди, Альфреда та Франка (Trinke, Liebchen, trinke schnell)

Другий акт
1. Ансамбль гостей (Ein Souper heut 'uns winkt)
2. Дует Орловського та Айзенштайна (Ich lade gern mir Gaeste ein)
3. Ансамбль (Ach, meine Herren und Damen)
4. Куплети Аделі (Mein Herr Marquis, ein Mann wie Sie)
5. Хор (Wie fliehen schnell die Stunden fort)
6. Дует Розалінди і Айзенштайна з годинником (Dieser Anstand, so manierlich)
7. Пісня Розалінди про батьківщину (Klaenge der Heimat!)
8. Ансамбль (Im Feuerstorm der Reben)
9. Ансамбль (Herr Chevalier, ich gruesse Sie!)
10. Ансамбль (Genug damit, genug!)
11. Антракт

Третій акт
1. Арія Франка (Hahaha, da bin ich wieder in meinem Palais)
2. Арія Аделі (Spiel 'ich die Unschuld vom Lande)
3. Тріо Розалінди, Айзенштайна і Альфреда (Ich stehe von Zagen)
4. Фінал (O Fledermaus, o Fledermaus)

## Постановки в Україні
Деякі українські театри ставлять «Кажана» в українському перекладі, зокрема Львівська національна опера, Вінницький музично-драматичний театр (в перекладі Зої Красуляк, «Летюча миша»).
Київська національна оперета, натомість, віддає перевагу російському перекладу М. Ердмана, М. Вольпіна, так само як і московська оперета. В Одеському театрі ім. Водяного оперету в російському перекладі ставили Семен Штейн і народний артист України Володимир Фролов.